# Elsbach (Erbach)
Elsbach ist ein Stadtteil von Erbach im hessischen Odenwaldkreis. 

## Geographie
Das ehemalige Waldhufendorf Elsbach besteht aus zerstreut liegende Häuser bei doppelseitiger Gehängelage am Lauerbach und liegt im Buntsandsteingebiet des Odenwalds, ca. 2 km westlich des Stadtkerns von Erbach. Der Lauderbach mündet nach ca. 3 km im Stadtteil Lauerbach in die Mümling. Das Gebiet des Stadtteils besteht aus der Gemarkung  Elsbach mit einer Fläche von 301 Hektar, davon sind 144 Hektar Wald. Die Ortslage befindet sich auf 340 bis 370 m ü. NHN und der höchste Punkt der Gemarkung ist mit 406 m der Herrnberg.
An den Stadtteil Elsbach grenzen, von Norden beginnend, im Uhrzeigersinn, die Erbacher Stadtteile Kernstadt, Lauerbach und Günterfürst sowie der Mossautaler Ortsteil Unter-Mossau. In den Ort führt die Kreisstraße 95, die hier endet. Die K 95 zweigt von der, in ca. 500 m entfernt verlaufen, K 49 ab. Diese verbindet die Kernstadt mit Unter-Mossau.

## Geschichte

### Ortsgeschichte
Der Ortsname wird von Eller, einer regionalen Bezeichnung für die Erle abgeleitet, also einer Siedlung an einem mit Erlen bewachsenen Bachlauf. In erhaltenen Urkunden wurde Elsbach unter den folgenden Namen erwähnt (in Klammern das Jahr der Erwähnung): Alingisbach (1095), Elingesbach (1232), Elingsbach (1353), Ellingspach (1398), Ellingßpach (1443) und Elnsbach (1720).
Die älteste bekannte urkundlich Erwähnung erfolgte im Jahre 1095 im Lorscher Codex. 
Hessische Gebietsreform (1970–1977)
Zum 31. Dezember 1971 wurde die bis dahin selbständige Gemeinde Elsbach im Zuge der Gebietsreform in Hessen auf freiwilliger Basis in die Kreisstadt Erbach eingegliedert. Für Elsbach wurde ein Ortsbezirk errichtet.

### Verwaltungsgeschichte im Überblick
Die folgende Liste zeigt die Staaten und Verwaltungseinheiten, denen Elsbach angehört(e):
- vor 1718: Heiliges Römisches Reich, Grafschaft Erbach, Amt Erbach (Zent Erbach)
- ab 1718: Heiliges Römisches Reich, Grafschaft Erbach-Erbach, Anteil an der Grafschaft Erbach, Amt Erbach
- ab 1806: Großherzogtum Hessen (Souveränitätslande),[Anm. 2] Fürstentum Starkenburg, Amt Erbach (Standesherrschaft Erbach)
- ab 1815: Großherzogtum Hessen[Anm. 3] (Souveränitätslande), Provinz Starkenburg, Amt Erbach
- ab 1822: Großherzogtum Hessen, Provinz Starkenburg, Landratsbezirk Erbach[Anm. 4]
- ab 1848: Großherzogtum Hessen, Regierungsbezirk Erbach
- ab 1852: Großherzogtum Hessen, Provinz Starkenburg, Kreis Erbach
- ab 1871: Deutsches Reich,[Anm. 5] Großherzogtum Hessen, Provinz Starkenburg, Kreis Erbach
- ab 1918: Deutsches Reich, Volksstaat Hessen,[Anm. 6] Provinz Starkenburg, Kreis Erbach
- ab 1938: Deutsches Reich, Volksstaat Hessen, Landkreis Erbach[9][Anm. 7]
- ab 1945: Deutsches Reich, Amerikanische Besatzungszone,[Anm. 8] Groß-Hessen, Regierungsbezirk Darmstadt, Landkreis Erbach
- ab 1946: Deutsches Reich, Amerikanische Besatzungszone, Land Hessen, Regierungsbezirk Darmstadt, Landkreis Erbach
- ab 1949: Bundesrepublik Deutschland, Land Hessen, Regierungsbezirk Darmstadt, Landkreis Erbach
- ab 1972: Bundesrepublik Deutschland, Land Hessen, Odenwaldkreis, Kreisstadt Erbach

## Bevölkerung

### Einwohnerentwicklung
- 1961: 50 evangelische (= 78,12 %), 14 katholische (= 21,88 %) Einwohner[1]

| Elsbach: Einwohnerzahlen von 1829 bis 2023 | Elsbach: Einwohnerzahlen von 1829 bis 2023 | Elsbach: Einwohnerzahlen von 1829 bis 2023 | Elsbach: Einwohnerzahlen von 1829 bis 2023 | Elsbach: Einwohnerzahlen von 1829 bis 2023 |
| --- | ------------------------------------------ | ------------------------------------------ | ------------------------------------------ | ------------------------------------------ |
| Jahr |                                            |                                            |                                            | Einwohner                                  |
| 1829 | 1829                                       |                                            | 58                                         | 58                                         |
| 1834 | 1834                                       |                                            | 60                                         | 60                                         |
| 1840 | 1840                                       |                                            | 60                                         | 60                                         |
| 1846 | 1846                                       |                                            | 51                                         | 51                                         |
| 1852 | 1852                                       |                                            | 47                                         | 47                                         |
| 1858 | 1858                                       |                                            | 48                                         | 48                                         |
| 1864 | 1864                                       |                                            | 66                                         | 66                                         |
| 1871 | 1871                                       |                                            | 58                                         | 58                                         |
| 1875 | 1875                                       |                                            | 60                                         | 60                                         |
| 1885 | 1885                                       |                                            | 53                                         | 53                                         |
| 1895 | 1895                                       |                                            | 61                                         | 61                                         |
| 1905 | 1905                                       |                                            | 62                                         | 62                                         |
| 1910 | 1910                                       |                                            | 62                                         | 62                                         |
| 1925 | 1925                                       |                                            | 63                                         | 63                                         |
| 1939 | 1939                                       |                                            | 53                                         | 53                                         |
| 1946 | 1946                                       |                                            | 83                                         | 83                                         |
| 1950 | 1950                                       |                                            | 81                                         | 81                                         |
| 1956 | 1956                                       |                                            | 59                                         | 59                                         |
| 1961 | 1961                                       |                                            | 64                                         | 64                                         |
| 1967 | 1967                                       |                                            | 76                                         | 76                                         |
| 1970 | 1970                                       |                                            | 72                                         | 72                                         |
| 1980 | 1980                                       |                                            | ?                                          | ?                                          |
| 1990 | 1990                                       |                                            | ?                                          | ?                                          |
| 2000 | 2000                                       |                                            | ?                                          | ?                                          |
| 2011 | 2011                                       |                                            | 108                                        | 108                                        |
| 2014 | 2014                                       |                                            | 117                                        | 117                                        |
| 2023 | 2023                                       |                                            | 116                                        | 116                                        |
| Datenquelle: Historisches Gemeindeverzeichnis für Hessen: Die Bevölkerung der Gemeinden 1834 bis 1967. Wiesbaden: Hessisches Statistisches Landesamt, 1968. Weitere Quellen: LAGIS; Zensus 2011; Stadt Erbach |                                            |                                            |                                            |                                            |

### Einwohnerstruktur 2011
Nach den Erhebungen des Zensus 2011 lebten am Stichtag dem 9. Mai 2011 in Elsbach 108 Einwohner. Darunter waren 3 (2,8 %) Ausländer.
Nach dem Lebensalter waren 18 Einwohner unter 18 Jahren, 36 zwischen 18 und 49, 30 zwischen 50 und 64 und 24 Einwohner waren älter.
Die Einwohner lebten in 45 Haushalten. Davon waren 12 Singlehaushalte, 15 Paare ohne Kinder und 15 Paare mit Kindern, sowie 3 Alleinerziehende und 3 Wohngemeinschaften. In 9 Haushalten lebten ausschließlich Senioren und in 27 Haushaltungen lebten keine Senioren.

## Politik
Ortsbeirat
Für Elsbach besteht ein Ortsbezirk (Gebiete der ehemaligen Gemeinde Elsbach) mit Ortsbeirat und Ortsvorsteher, nach Maßgabe der §§ 81 und 82 HGO und des Kommunalwahlgesetzes in der jeweils gültigen Fassung gebildet. Der Ortsbeirat besteht aus fünf Mitgliedern. Bei den Kommunalwahlen in Hessen 2021 betrug die Wahlbeteiligung zum Ortsbeirat Elsbach 88,66 %. Alle Kandidaten gehörten der Wählergemeinschaft Elsbach an. Der Ortsbeirat wählte Kristin Kredel-Bautze zur Ortsvorsteherin.

## Verkehr
Die Buslinie 32 der Odenwald-Regional-Gesellschaft (OREG) stellt den öffentlichen Personennahverkehr sicher.